# Coupe d'Europe des vainqueurs de coupe de football 1996-1997
Navigation
1995-1996 1997-1998
La Coupe d'Europe des vainqueurs de coupe 1996-1997 voit le sacre du FC Barcelone, qui bat le Paris Saint-Germain lors de la finale disputée au Stade de Feyenoord de Rotterdam.
C'est la quatrième Coupe des coupes remportée par le club catalan, un record, et le septième trophée pour le football espagnol. Quant au Paris SG, il s'agit de sa deuxième finale en Coupe des Coupes et le club parisien devient le huitième tenant du titre à échouer en finale de l'édition suivante.
Pour la première fois dans l'histoire de cette compétition, deux clubs français sont en lice et pourtant, aucun n'a remporté la Coupe de France la saison précédente. Le PSG est présent en tant que tenant du titre tandis que le Nîmes Olympique obtient sa qualification pour la Coupe des Coupes en tant que finaliste de la Coupe de France, remportée par Auxerre, qui réussit le doublé Coupe-championnat et est donc qualifié pour la Ligue des champions.
C'est l'attaquant anglais du Liverpool FC, Robbie Fowler, qui est sacré meilleur buteur de la compétition avec sept réalisations.

## Tour préliminaire
| Équipe 1                     | Résultat      | Équipe 2                   | Aller | Retour    |
| ---------------------------- | ------------- | -------------------------- | ----- | --------- |
| FK Slaviya Mozyr             | 2 - 3         | KR Reykjavík               | 2 - 2 | 0 - 1     |
| Shelbourne FC                | 2 - 5         | SK Brann                   | 1 - 3 | 1 - 2     |
| The New Saints Football Club | 1 - 6         | Ruch Chorzów               | 1 - 1 | 0 - 5     |
| Budapest Honvéd              | 2 - 0         | Sloga Jugomagnat Skopje    | 1 - 0 | 1 - 0     |
| Varteks Varazdin             | 5 - 1         | Union Luxembourg           | 2 - 1 | 3 - 0     |
| FK Universitate Riga         | 2 - 2 2-4 tab | FC Vaduz                   | 1 - 1 | 1 - 1     |
| Glentoran FC                 | 1 - 10        | Sparta Prague              | 1 - 2 | 0 - 8     |
| Dinamo Batoum                | 9 - 0         | HB Tórshavn                | 6 - 0 | 3 - 0     |
| Tallinn Sadam                | 2 - 2         | Nyva Vinnytsia             | 2 - 1 | 0 - 1     |
| 1. HFC Humenné               | 3 - 0         | KS Flamurtari Vlorë        | 1 - 0 | 2 - 0     |
| FC Sion                      | 4 - 2         | Kareda Šiauliai            | 4 - 2 | 0 - 0     |
| Olimpija Ljubljana           | 1 - 1 4-3 tab | PFK Levski Sofia           | 1 - 0 | 0 - 1     |
| Étoile rouge de Belgrade     | 1 - 1         | Heart of Midlothian        | 0 - 0 | 1 - 1     |
| FK Qarabağ Ağdam             | 1 - 2         | MyPa 47 Anjalankoski       | 0 - 1 | 1 - 1 a.p |
| Kotayk Abovian               | 1 - 5         | AEK Larnaca                | 1 - 0 | 0 - 5     |
| Constructorul Chişinău       | 3 - 3         | Hapoël Ironi Rishon LeZion | 1 - 0 | 2 - 3     |
| Valletta FC                  | 2 - 4         | Gloria Bistriţa            | 1 - 2 | 1 - 2     |

## Seizièmes de finale
| Équipe 1               | Résultat | Équipe 2                 | Aller | Retour    |
| ---------------------- | -------- | ------------------------ | ----- | --------- |
| Nîmes Olympique        | 5 - 2    | Budapest Honvéd          | 3 - 1 | 2 - 1     |
| SK Sturm Graz          | 3 - 3    | Sparta Prague            | 2 - 2 | 1 - 1     |
| FC Barcelone           | 2 - 0    | AEK Larnaca              | 2 - 0 | 0 - 0     |
| Constructorul Chişinău | 0 - 5    | Galatasaray              | 0 - 1 | 0 - 4     |
| FC Kaiserslautern      | 1 - 4    | Étoile rouge de Belgrade | 1 - 0 | 0 - 4 a.p |
| MyPa 47 Anjalankoski   | 1 - 4    | Liverpool FC             | 0 - 1 | 1 - 3     |
| FC Sion                | 6 - 0    | Nyva Vinnytsia           | 2 - 0 | 4 - 0     |
| AGF Århus              | 1 - 1    | NK Olimpija Ljubljana    | 1 - 1 | 0 - 0     |
| Cercle Bruges KSV      | 3 - 6    | SK Brann                 | 3 - 2 | 0 - 4     |
| KR Reykjavík           | 1 - 2    | AIK Fotboll              | 0 - 1 | 1 - 1     |
| Benfica Lisbonne       | 5 - 1    | Ruch Chorzów             | 5 - 1 | 0 - 0     |
| AEK Athènes            | 3 - 1    | 1. HFC Humenné           | 1 - 0 | 2 - 1     |
| Gloria Bistriţa        | 1 - 2    | AC Fiorentina            | 1 - 1 | 0 - 1     |
| Dinamo Batoum          | 1 - 4    | PSV Eindhoven            | 1 - 1 | 0 - 3     |
| FC Vaduz               | 0 - 7    | Paris SG                 | 0 - 4 | 0 - 3     |
| Lokomotiv Moscou       | 2 - 2    | Varteks Varazdin         | 1 - 0 | 1 - 2     |

## Huitième de finale

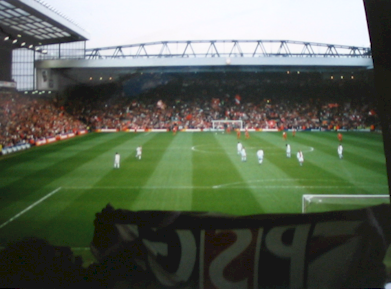
Match entre le Liverpool et le PSG en demi-finale retour de la Coupe d'Europe des vainqueurs de coupes 1997

| Équipe 1              | Résultat | Équipe 2                 | Aller | Retour |
| --------------------- | -------- | ------------------------ | ----- | ------ |
| FC Sion               | 4 - 8    | Liverpool FC             | 1 - 2 | 3 - 6  |
| Nîmes Olympique       | 2 - 3    | AIK Fotboll              | 1 - 3 | 1 - 0  |
| AC Fiorentina         | 3 - 2    | Sparta Prague            | 2 - 1 | 1 - 1  |
| NK Olimpija Ljubljana | 0 - 6    | AEK Athènes              | 0 - 2 | 0 - 4  |
| SK Brann              | 4 - 3    | PSV Eindhoven            | 2 - 1 | 2 - 2  |
| FC Barcelone          | 4 - 2    | Étoile rouge de Belgrade | 3 - 1 | 1 - 1  |
| Benfica Lisbonne      | 4 - 2    | Lokomotiv Moscou         | 1 - 0 | 3 - 2  |
| Galatasaray           | 4 - 6    | Paris SG                 | 4 - 2 | 0 - 4  |

## Quarts de finale
| Équipe 1         | Résultat | Équipe 2      | Aller | Retour |
| ---------------- | -------- | ------------- | ----- | ------ |
| Benfica Lisbonne | 1 - 2    | AC Fiorentina | 0 - 2 | 1 - 0  |
| Paris SG         | 3 - 0    | AEK Athènes   | 0 - 0 | 3 - 0  |
| SK Brann         | 1 - 4    | Liverpool FC  | 1 - 1 | 0 - 3  |
| FC Barcelone     | 4 - 2    | AIK Fotboll   | 3 - 1 | 1 - 1  |

## Demi-finales
| Équipe 1     | Résultat | Équipe 2      | Aller | Retour |
| ------------ | -------- | ------------- | ----- | ------ |
| FC Barcelone | 3 - 1    | AC Fiorentina | 1 - 1 | 2 - 0  |
| Paris SG     | 3 - 2    | Liverpool FC  | 3 - 0 | 0 - 2  |

## Finale
| 14 mai 1997 | FC Barcelone       | 1 – 0 | Paris SG | Stade de Feyenoord, Rotterdam                |                                              |
|             | Ronaldo 36e (pen.) |       |          | Spectateurs : 52 000 Arbitrage : Markus Merk | Spectateurs : 52 000 Arbitrage : Markus Merk |

| FC BARCELONE :  |  |                    |     |
|                 |  |                    |     |
| 1               |  | Vítor Baía         |     |
| 2               |  | Albert Ferrer      |     |
| 3               |  | Abelardo Fernández |     |
| 26              |  | Fernando Couto     |     |
| 12              |  | Sergi Barjuan      |     |
| 4               |  | Pep Guardiola      |     |
| 5               |  | Gheorghe Popescu   | 46e |
| 23              |  | Iván de la Peña    | 85e |
| 21              |  | Luis Enrique       | 89e |
| 7               |  | Luís Figo          |     |
| 9               |  | Ronaldo            |     |
| Remplacements : |  |                    |     |
| 18              |  | Guillermo Amor     | 46e |
| 8               |  | Hristo Stoitchkov  | 85e |
| 19              |  | Juan Antonio Pizzi | 89e |
| Manager :       |  |                    |     |
| Bobby Robson    |  |                    |     |

| PARIS SG :      |  |                   |     |
|                 |  |                   |     |
| 1               |  | Bernard Lama      |     |
| 13              |  | Laurent Fournier  | 58e |
| 4               |  | Bruno N'Gotty     |     |
| 6               |  | Paul Le Guen      |     |
| 22              |  | Didier Domi       |     |
| 19              |  | Jérôme Leroy      |     |
| 8               |  | Vincent Guérin    | 69e |
| 10              |  | Raí               |     |
| 15              |  | Benoît Cauet      |     |
| 11              |  | Patrice Loko      | 78e |
| 7               |  | Leonardo          |     |
| Remplacements : |  |                   |     |
| 19              |  | Jimmy Algerino    | 58e |
| 9               |  | Julio Dely Valdés | 69e |
| 26              |  | Cyrille Pouget    | 78e |
| Manager :       |  |                   |     |
| Ricardo         |  |                   |     |